# St. Maria vom Frieden (Köln)

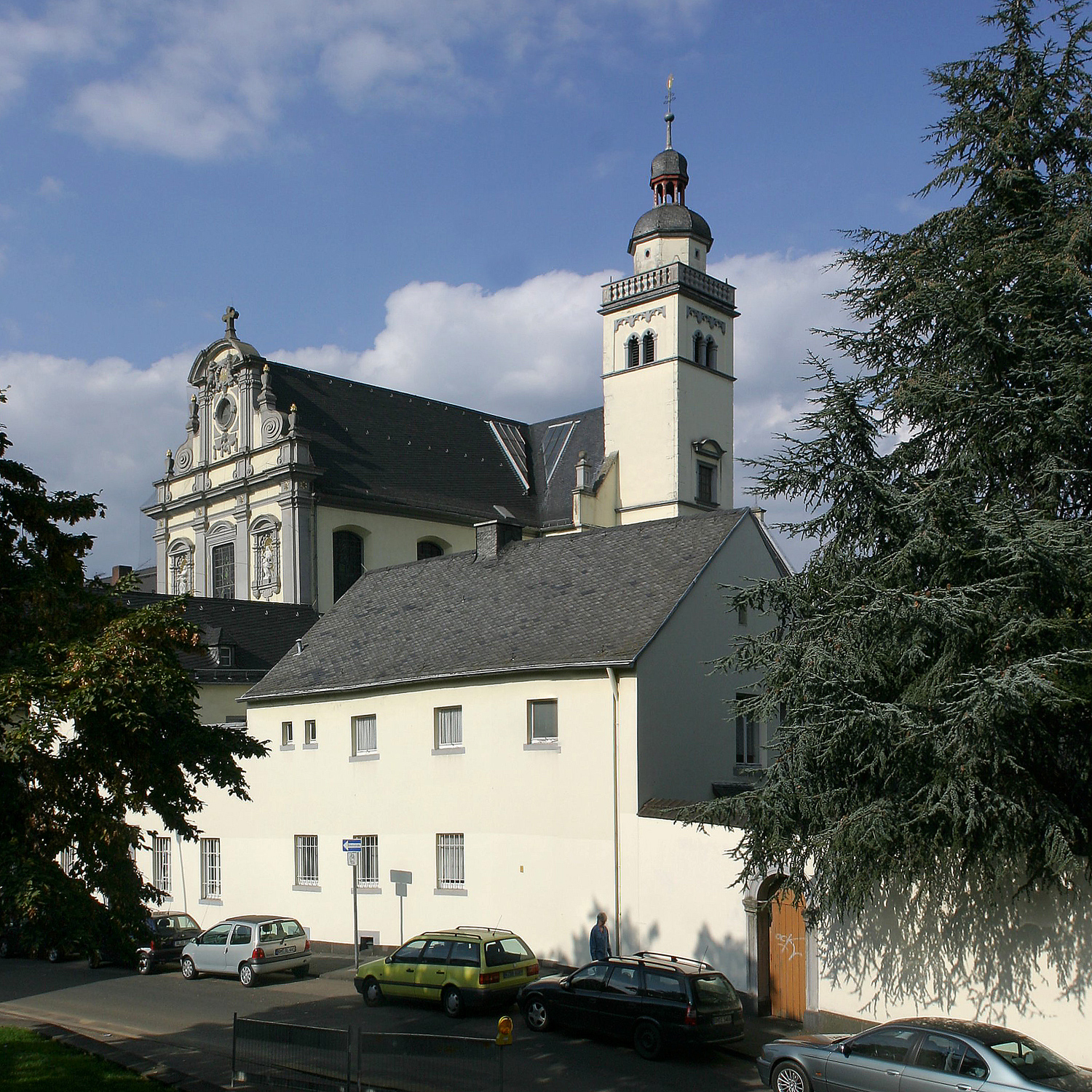
Klosterkirche und Karmel St. Maria vom Frieden

Maria vom Frieden ist eine barocke Kirche in der südlichen Altstadt von Köln. Die Klosterkirche eines Konvents der Unbeschuhten Karmelitinnen wurde nach mehrjähriger Bauzeit im Jahr 1692 geweiht. Das Patrozinium bezieht sich auf ein Gnadenbild der Muttergottes, das dem Konvent 1642 als Erbe vermacht wurde. Im April 1942 wurden Kirche und Kloster weitgehend zerstört, konnten aber zwischen 1947 und 1957 nach und nach im alten Stil wieder aufgebaut werden.

## Lage
Die Klosterkirche steht auf dem Eckgrundstück zwischen der Schnurgasse und der Straße Vor den Siebenburgen, hier befinden sich der Eingang zur Kirche und die Klosterpforte. Kirche und Kloster sind von der Haltestelle Ulrepforte der KVB-Linien 15 und 16 in wenigen Minuten Fußweg zu erreichen.

## Geschichte der Klosterkirche

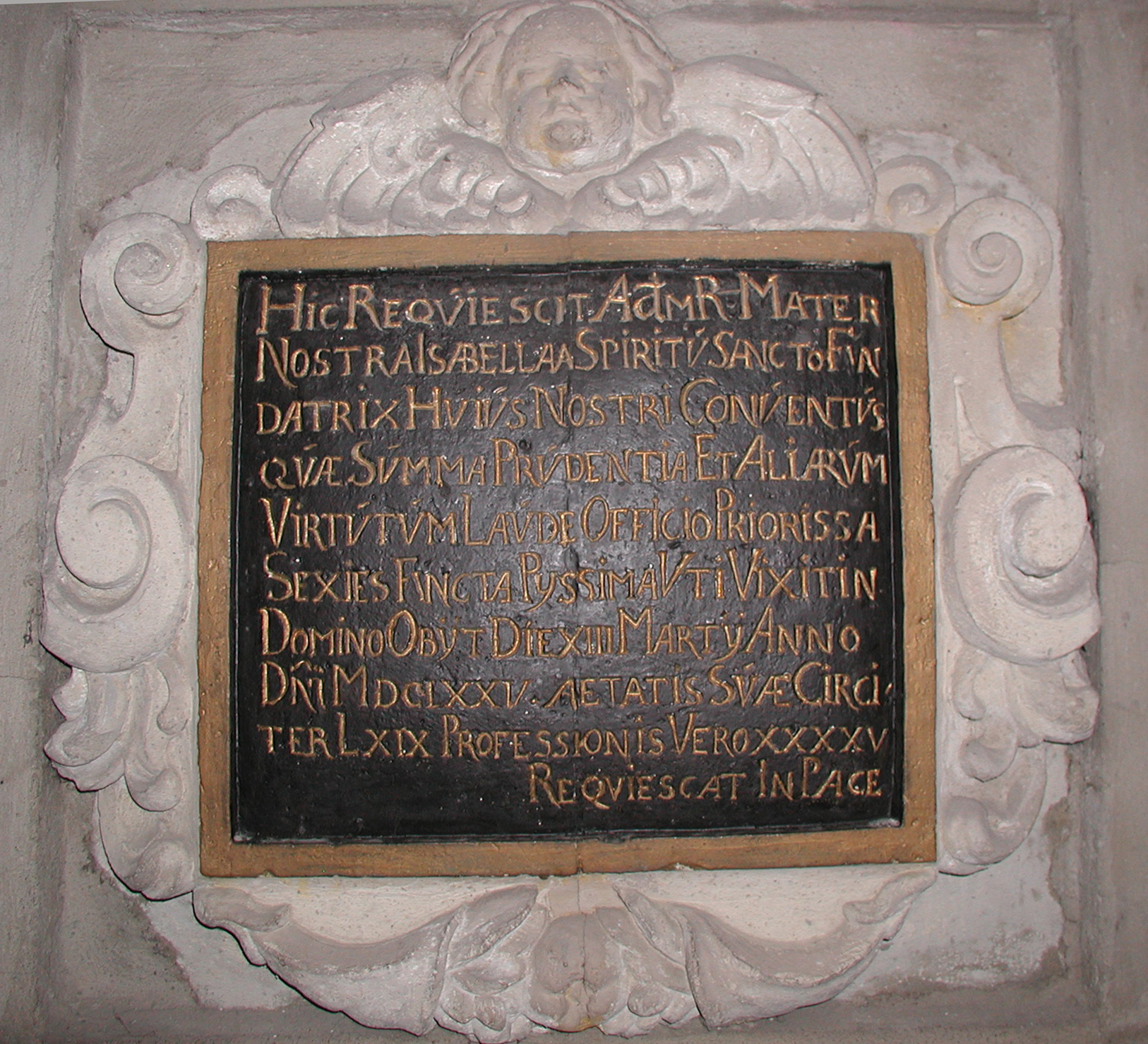
Epitaph der Gründerin Sr. Isabella a Spiritu Sancto

Erste Brüder der Unbeschuhten Karmeliten kamen um das Jahr 1614 nach Köln.  Sie errichteten auf dem Hofgelände Zum Dau zwischen 1620 und 1628 ein Kloster und eine den hll. Josef und Teresa von Ávila geweihte Kirche.
Die Auswirkungen des Dreißigjährigen Krieges veranlassten viele Katholiken in der Katholischen Reichsstadt Köln Zuflucht zu suchen. Die ersten Unbeschuhten Karmelitinnen aus Antwerpen, unter ihnen die spätere Priorin Isabella a Spiritu Sancto, zogen so auf Anraten der Kölner Patres 1637 nach Köln. Hier fanden sie zunächst Unterkunft im Rottkirchschen Haus in der Steinstraße.

### Gründung des Konvents
Die Neugründung des Konventes in der Kölner Südstadt leiteten die Brüder des nahegelegenen Klosters der Karmeliten in die Wege. Von der Steinstraße aus konnten die Nonnen schon im Jahr 1639 auf dem benachbarten, sogenannten „Martinsfeld“ (damals noch Weingärten) im Gelände Vor den Siebenburgen die notwendigen Parzellen als Bauland erwerben. Gemeinsam mit einem Architekten, der ein Laienbruder des Ordens war, entwickelte Sr. Isabella a Spiritu Sancto den Entwurf für den ersten Kirchenbau an der Schnurgasse. Der Kirchenbau nach dem Vorbild der Barockkirche Il Gesù in Rom konnte maßgeblich durch das Engagement der französischen Königin Maria de’ Medici, verwirklicht werden, die seit 1641 im Kölner Exil lebte. Nach ihrem Tod 1642 hinterließ sie dem Orden einen Großteil ihres verbliebenen Vermögens.
Zur Priorin des ersten Konvents wurde Isabella a Spiritu Sancto gewählt. Diese war eine Tochter des Großkanzlers Mateo de Urquíne, der seinem Herrn König Philipp III., in den damaligen Spanischen Niederlanden diente. Sr. Isabella wurde 1606 in Brüssel geboren und befasste sich schon vor ihrem Eintritt 1629 in den Antwerpener Karmel mit Architektur, Malerei und Ornamentik.

## Kloster- und Kirchenbau ab 1643

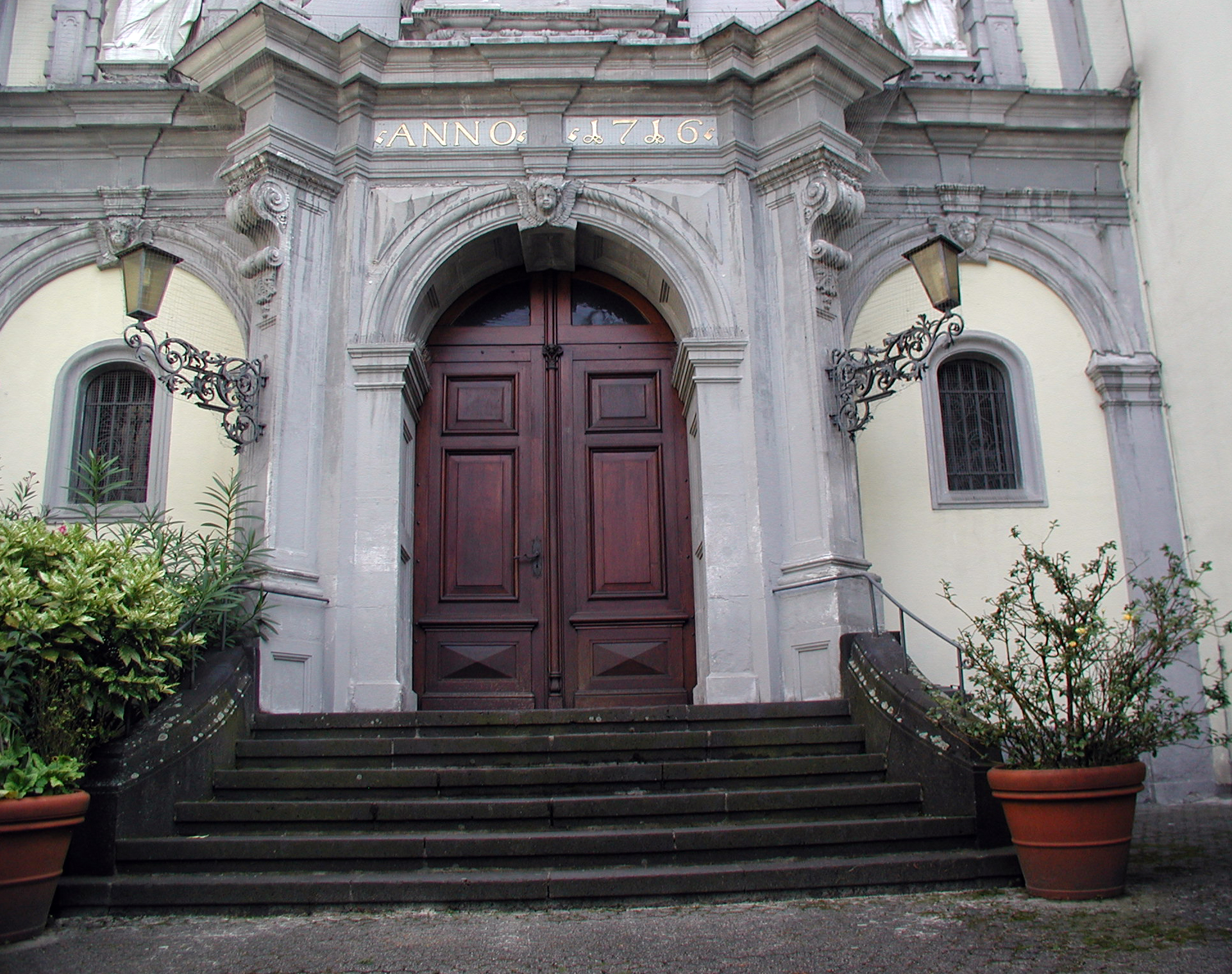
Portal mit dem Weihejahr 1716

1643 erfolgte in Anwesenheit geistlicher und weltlicher Würdenträger die Grundsteinlegung durch den aus Bonn angereisten Kölner Erzbischof Ferdinand von Bayern. Im selben Jahr erhielten die Nonnen aus dem Nachlass der im Kölner Rubenshaus in der Sternengasse verstorbenen Maria von Medici das Gnadenbild der Maria von Scherpenheuvel (Brabant). 1649 konnte der neue Konvent bezogen werden. Wegen fehlender Geldmittel wurde der Kirchenbau jedoch erst 1677 fortgesetzt. Nach der Errichtung des Kirchendaches 1681 folgten ein Jahr später die Fertigstellung der Wölbung und des Überbaus der Vierung mit einer Kuppel. Nach Kirchweihe der im Jahre 1692 wurde das schon in Scherpenheuvel wegen der ihm nachgesagten Wundertätigkeit verehrte Bildnis zu einem weiteren Wallfahrtsziel in Köln. Die Fertigstellung des Bauwerkes durch den noch folgenden Bau der Westfassade erfolgte 1716.

### Ursprung des Gnadenbildes

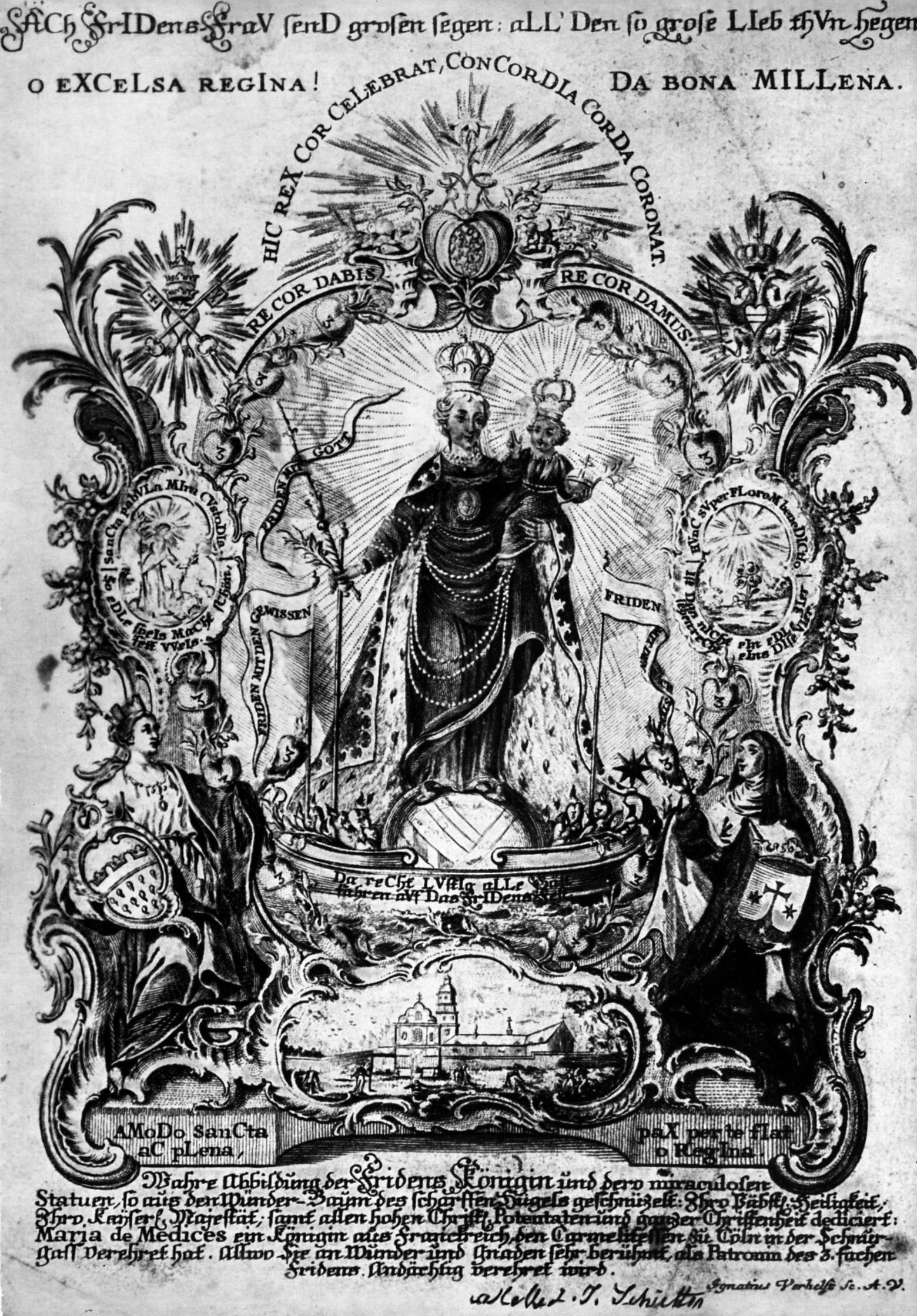
Abbildung des ursprünglichen Gnadenbildes

Aus dem 16. Jahrhundert stammt die Überlieferung von einer mit einem Marienbildnis geschmückten alten Eiche, die damals in der Flur Scherpenheuvels gestanden haben soll. Hier beteten Gläubige vor dem Bildnis der Gottesmutter Maria. Da viele Gebetserhörungen bekannt wurden, entwickelte sich der Ort zur Pilgerstätte. Manche Besucher begannen damit, Zweigstücke des Baumes mitzunehmen, da diese gleichermaßen auf wundersame Weise wirkten. So verdorrte die Eiche mit der Zeit und wurde gefällt. An ihrem Platz errichtete man eine mit dem Marienbild geschmückte Kapelle. Der Stamm der Eiche gelangte in den Besitz des Statthalters der Niederlande, des Erzherzogs Albert, in dessen Schatzkammer er einige Jahrzehnte lagerte. Als er später der französischen Königin zum Geschenk gemacht wird, lässt diese aus dem Holz eine große Statue der Muttergottes schnitzen, die in der Hofkapelle der Königin aufgestellt wurde.

## Die Kirche in Franzosen- und Preußenzeit

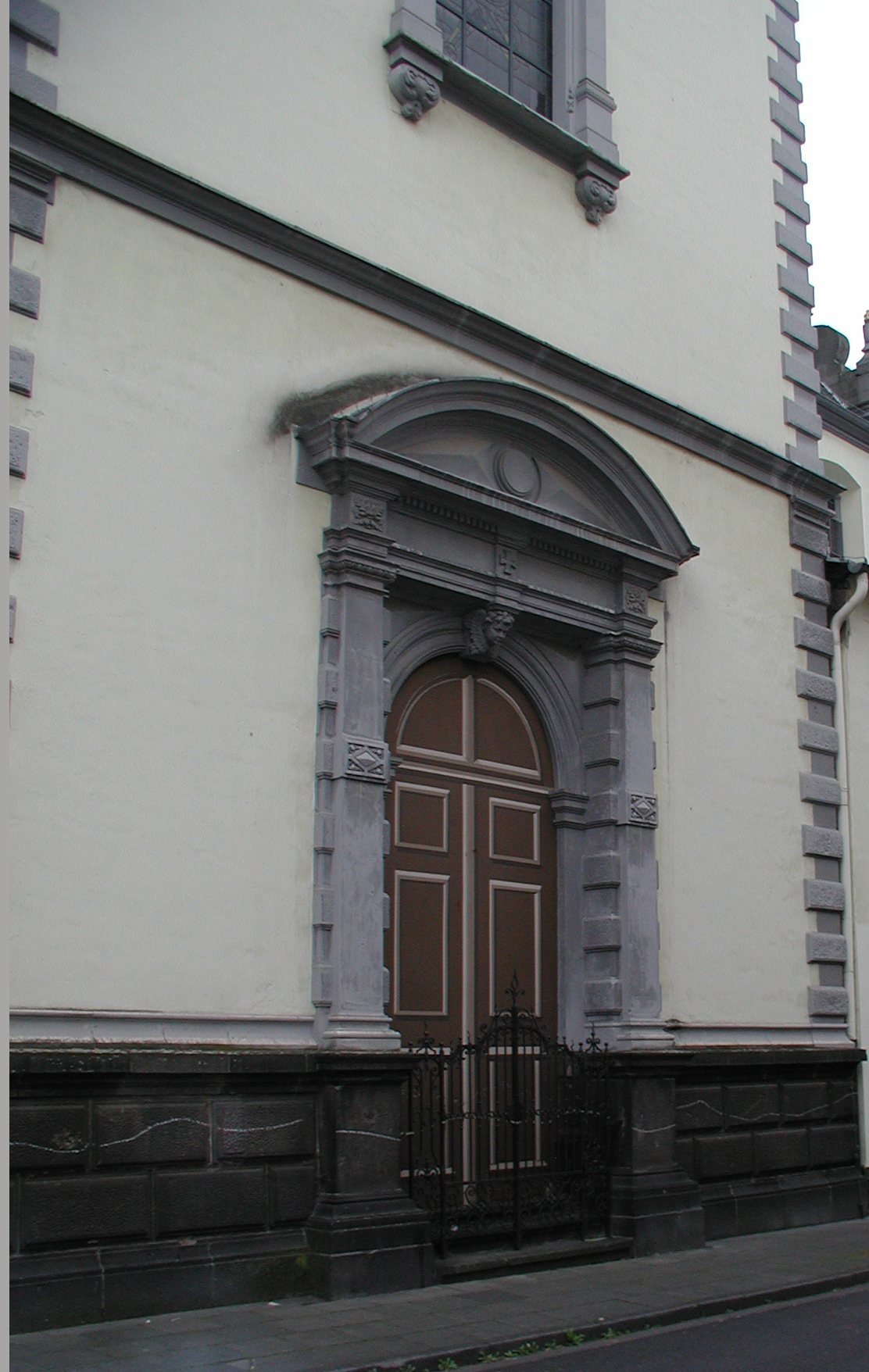
Der ehemalige Seiteneingang an der Schnurgasse

Nach Übernahme der Verwaltung 1794 durch die französischen Revolutionstruppen untersagten sie dem Karmel eine weitere Aufnahme von Novizinnen. 1802 wurde der Konvent St. Maria vom Frieden aufgelöst, die Schwestern kamen in dem Haus Kolumbakirchhof 3 an der St.-Kolumba-Kirche in der Innenstadt unter. Im Zuge dieser Ereignisse gingen viele wertvolle Archivalien und die alte Bibliothek des Konventes verloren. Die Kirche wurde in der „Franzosenzeit“ dem Patrozinium der Unbefleckten Empfängnis geweiht, jedoch wurde die Kirche im Viertel St. Maria in der Schnurgasse genannt. 1803 wurde die Klosterkirche zur Pfarrkirche für die Pantaleonsgemeinde erhoben und erhielt wieder ihr ursprüngliches Patrozinium St. Maria vom Frieden.
Die Kirche St. Pantaleon war von den Franzosen als Pferdestall verwendet worden. Die Preußen machten sie um das Jahr 1815 zur evangelischen Garnisonkirche. Sie erhielt erst ab 1922 wieder ihren alten Status als katholische Pfarrkirche. Die Pfarrei St. Pantaleon ließ ihrer jetzigen Pfarrkirche bis 1820 zwei Seitenschiffe anbauen und erweiterte 1882 das linke Querhaus bis hin zur Schnurgasse, um dort ein zusätzliches Portal einzufügen. Die Klosterbauten wurden im Jahr 1906 weitgehend abgebrochen und auf der gewonnenen Freifläche ein Pfarrhaus sowie eine Schule errichtet.

### Zerstörung und Wiederaufbaupläne

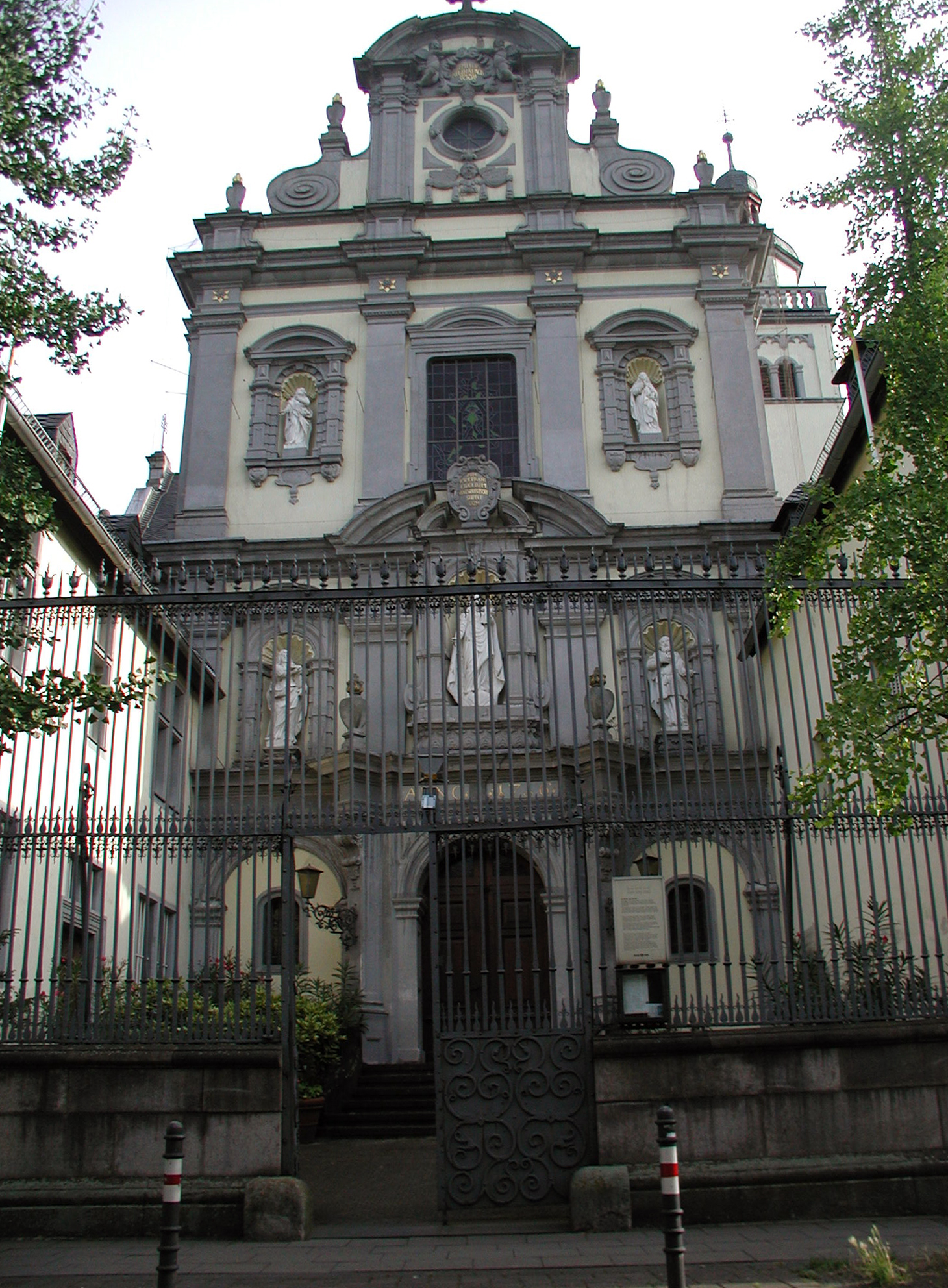
Die Klosterkirche, Ansicht von Vor den Siebenburgen

Als während des letzten Weltkriegs, im April 1942, bei Luftangriffen Brandbomben die Kirche trafen, brannte die Kirche aus. Innenausstattung und Gnadenbild der „Regina Pacis“, der Friedenskönigin, wurden vernichtet. Nur die Mauern der Westfassade, das südliche Querschiff und der Kirchturm blieben teilweise erhalten. Nach Kriegsende 1945 drängten Joseph Kardinal Frings und der Kölner Oberbürgermeister Konrad Adenauer auf die Rückkehr der Schwestern, die den ursprünglichen Karmel an der Schnurgasse wieder aufbauen sollten. Mitte 1945 kehrten die ersten Kölner Karmelitinnen aus ihrer Zufluchtstätte, dem Kloster Welden (bei Augsburg), nach Köln zurück und organisierten den Wiederaufbau.

## Wiederaufbau nach 1945

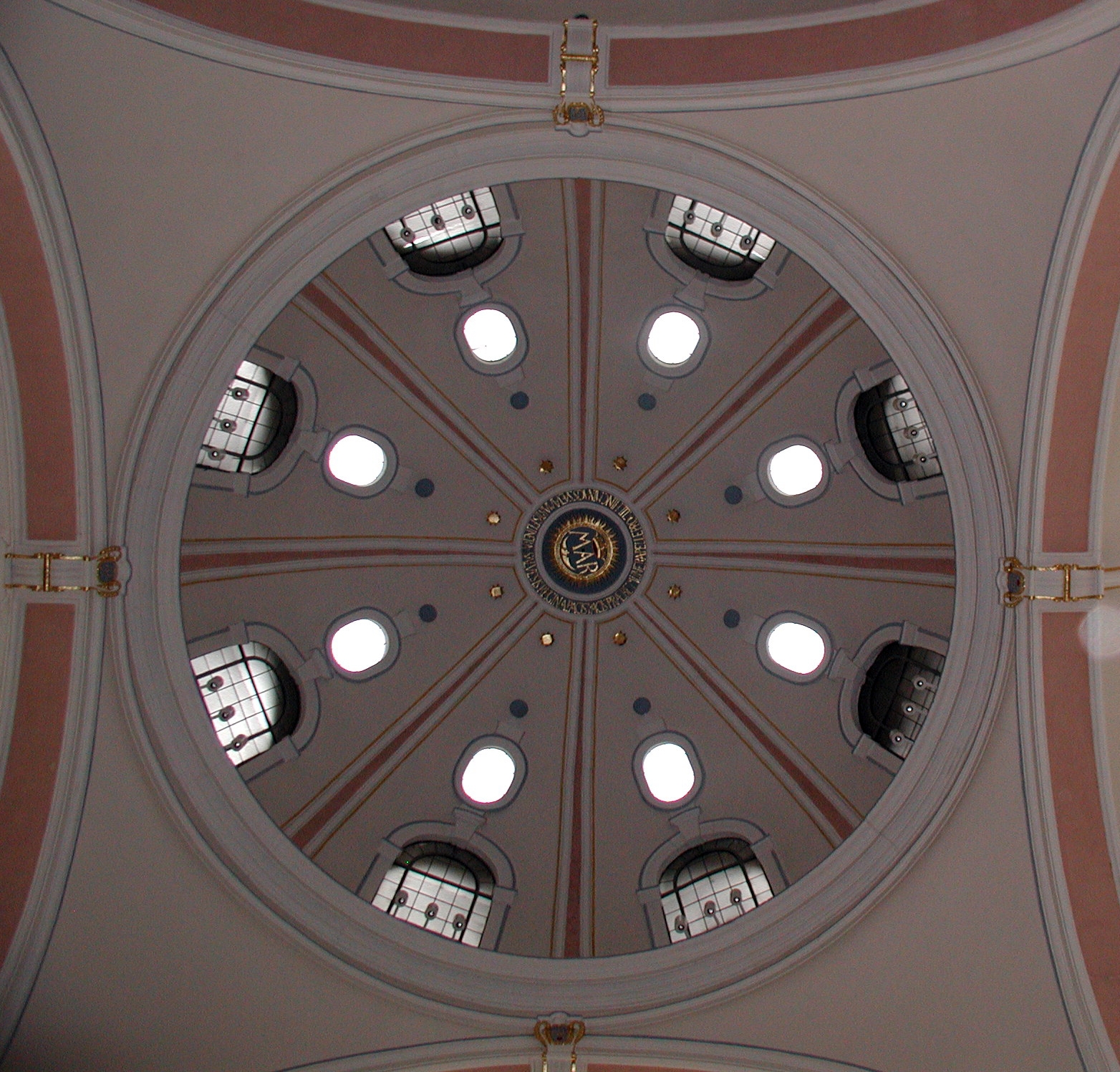
Vierungskuppel

Schon im Juli 1946 wurde der Grundstein für ein neues Kloster gelegt. 1948 konnte eine gestiftete Marienstatue in der teilweise hergerichteten Klosterkirche anstelle des 1942 verbrannten Gnadenbildes geweiht werden. 1949 konnten die Schwestern nach etwa 150 Jahren seit der Aufhebung in einen ersten Trakt des wiedererbauten Konventes zurückkehren. 1957 läuteten nach ihrer Weihe am Osterfest erstmals wieder die Glocken der Kirche. Bis zum Jahr 1964 wurde der Kirchenbau äußerlich dem Bau von 1716 entsprechend wiederhergestellt. Auch der ursprüngliche Innenraum erhielt durch Korrektur der baulichen Veränderungen des 19. Jahrhunderts, zum Beispiel durch das Anfügen der Seitenschiffe, wieder seine ihm von der Gründerin zugedachte Form.
Der Wiederaufbau der Nachkriegszeit konnte an alter Bausubstanz auch die beiden die Kirchenfront auch heute wieder einrahmenden Seitentrakte der Klosteranlage verwenden. Von den beiden schmalen mit einem Obergeschoss versehenen Gebäuden dient das linksseitige als Gästehaus und das rechte als Klosterpforte. Die Planung und Leitung des Wiederaufbaues der Kirche erfolgten unter dem Kölner Dombaumeister Willy Weyres.

### Baubeschreibung

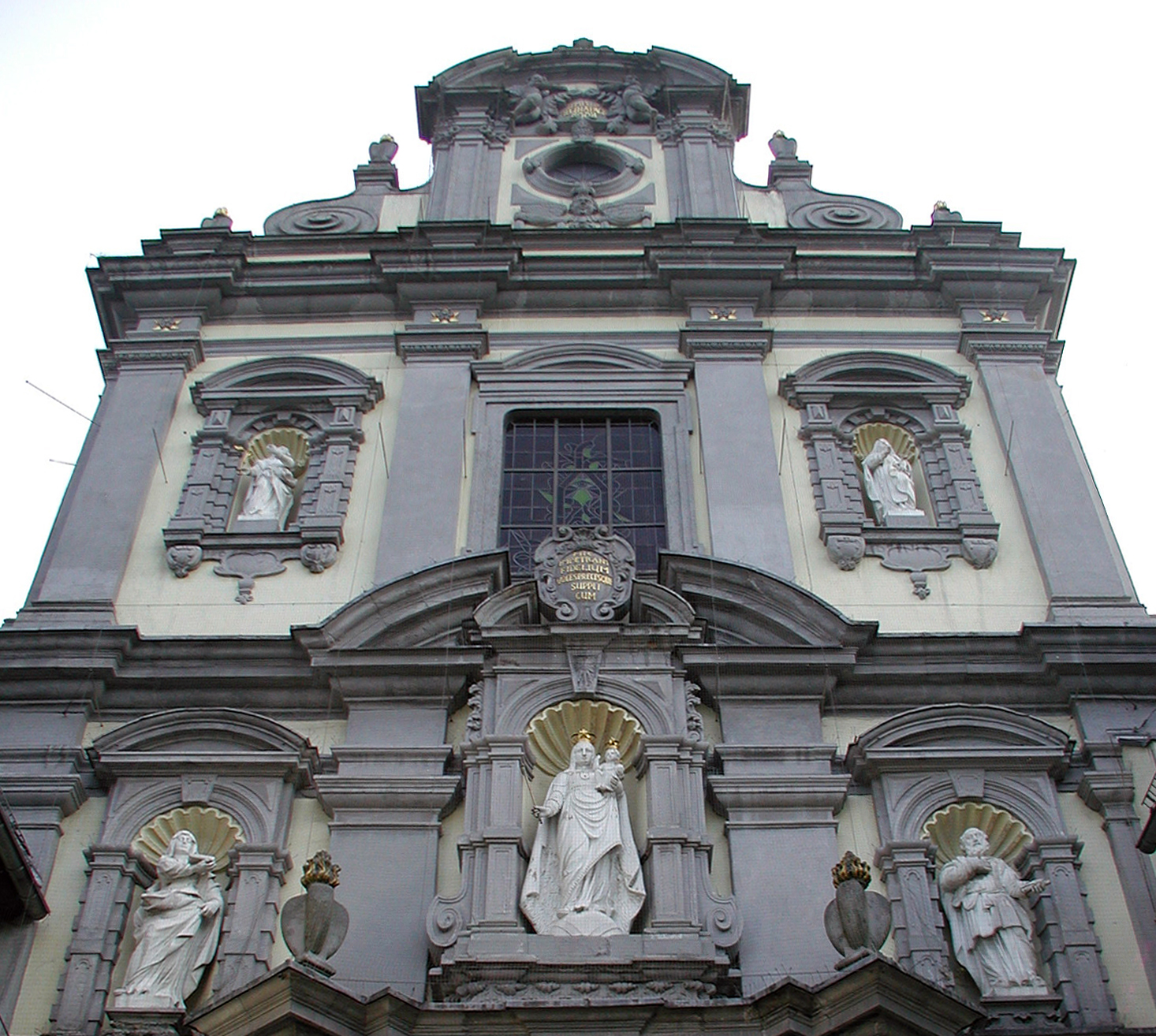
Fassadendetails

#### Die Westfassade
Der kleine Vorhof ist zur Straßenseite durch ein barockes schmiedeeisernes Gitter abgegrenzt. Eingefasst durch zwei niedrige Nebengebäude erhebt sich die dreigeschossige nach Westen ausgerichtete barocke Kirchenfassade. Über dem im mittleren der drei Rundbögen des Erdgeschosses liegende kleinen Portal trägt ein über die Gesamtbreite des Baues laufender Fries in goldenen Lettern die Inschrift Anno Domini 1716.
Die Fassade der Kirche ist insgesamt aufgelockert durch Fenster und Friese; zahlreiche Pilaster sorgen dazu für eine vertikale Gliederung. Hinzu kommen eine Anzahl auf die Geschichte der Kirche Bezug nehmende halb in die Wand eingearbeitete Nischen mit Heiligenstatuen. Mittig über dem Eingang befindet sich die Abbildung Marias als Friedenskönigin, rechts und links die Statuen ihrer Eltern, Joachim und Anna. Eine Giebelüberdachung über der Madonna enthält eine Kartusche mit einer Verheißung für den Besucher, auf Deutsch, „Der Gläubigen innigstes Beten findet hier Erhörung“.
Das zweite Obergeschoss zeigt neben dem Mittelfenster die Statuen der heiligen Teresa und die des heiligen Josef. Die Fassadenfront endet nur wenig den Dachfirst des Kirchengebäudes überragend in einem Halbrund des sich verjüngenden dritten Geschosses mit einem kleinen Kreuz über dem letzten Rundfenster.

#### Turm und Geläut

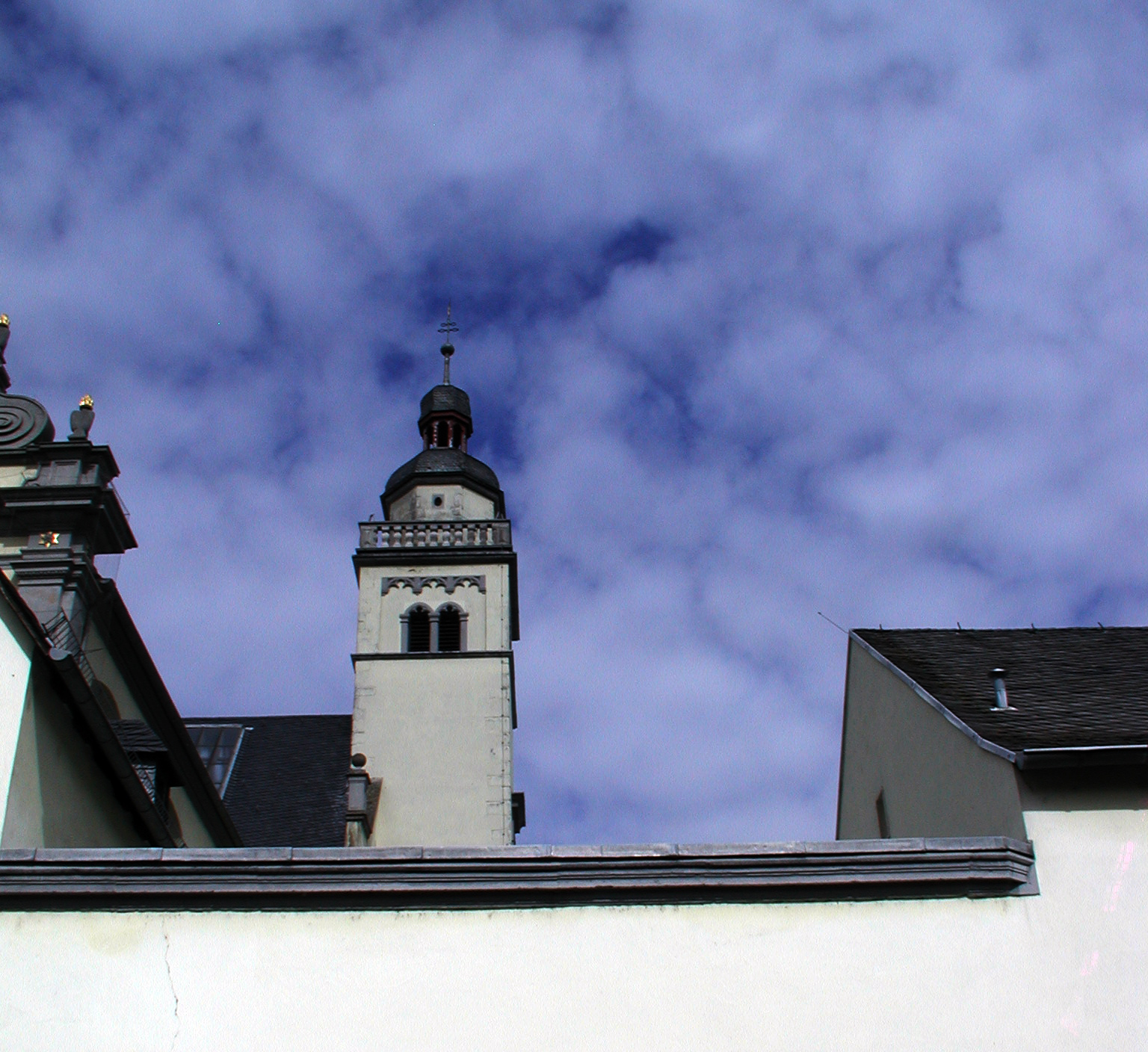
Der Turm gehört zur Klausur des Karmels

Der viereckige  Turm erhebt sich an der Südseite der Kirche. Die Glockenstube öffnet sich nach vier Seiten in Zwillingsfenstern. Auf einem mit umlaufender Balustrade versehenen Absatz folgt die Turmbekrönung mit einem halbgeschossigen achteckigen Aufbau mit Kuppel (einer welschen Haube) und Laterne. Die Spitze trägt ein verziertes sogenanntes spanisches oder Patriarchenkreuz. Der untere schmucklose Teil des Turms ist durch zwei schmale horizontale Gesimse geteilt und weist nur auf der Südseite, dem Garten und dem Kreuzgang des Klosters zugewandt, ein großes Spitzbogenfenster auf. Im März 1957 weihte Weihbischof Joseph Ferche  drei Bronzeglocken, eine Arbeit der Glockengießerei Petit & Gebr. Edelbrock aus Gescher in Westfalen.
- Die große Glocke: Schlagton: es', Gewicht: 1477 kg. Sie ist dem heiligen Petrus geweiht und trägt die Inschrift: „St. Peter heiße ich. Christi Frieden künde ich, Ehre sei Gott in der Höhe und Frieden den Menschen auf Erden“. 1956.
- Die mittlere Glocke: Schlagton: ges', Gewicht: 824 kg, ist zwei Patronen geweiht: St. Josef: „In jeder Not, in der sie zu mir rufen, will ich sie erhören – Immerdar will ich ihr Schutzherr sein“ und St. Teresia: „Gott allein genügt“. 1956.
- Die kleine Glocke: Schlagton as', Gewicht: 568 kg, ist der Gottesmutter unter der Anrufung Maria vom Frieden geweiht und hat die Inschrift aus dem Angelus: „Das Wort ist Fleisch geworden und hat unter uns gewohnt“. 1956.

#### Langhaus und Querschiff

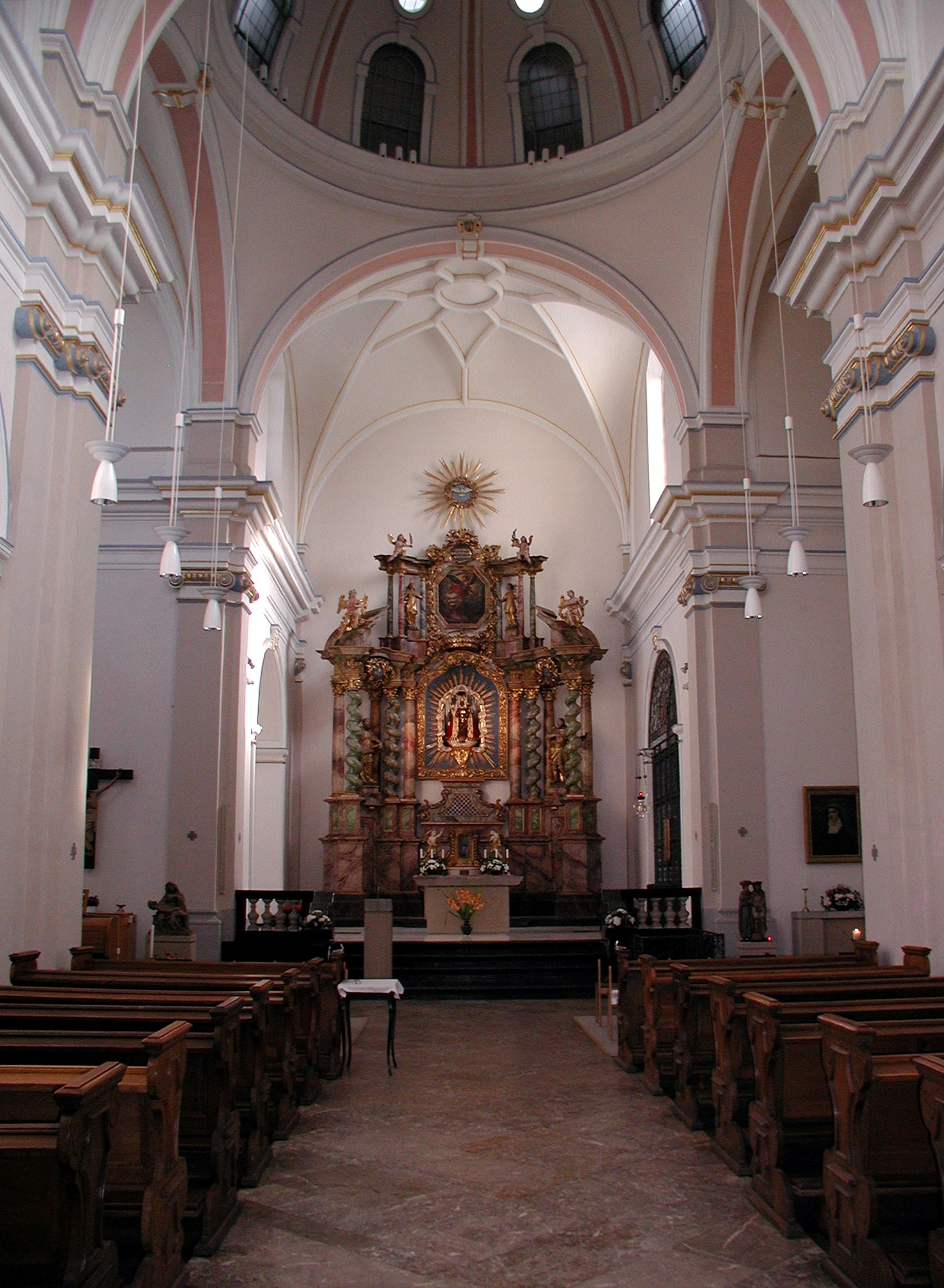
Hochaltar mit neuem Gnadenbild

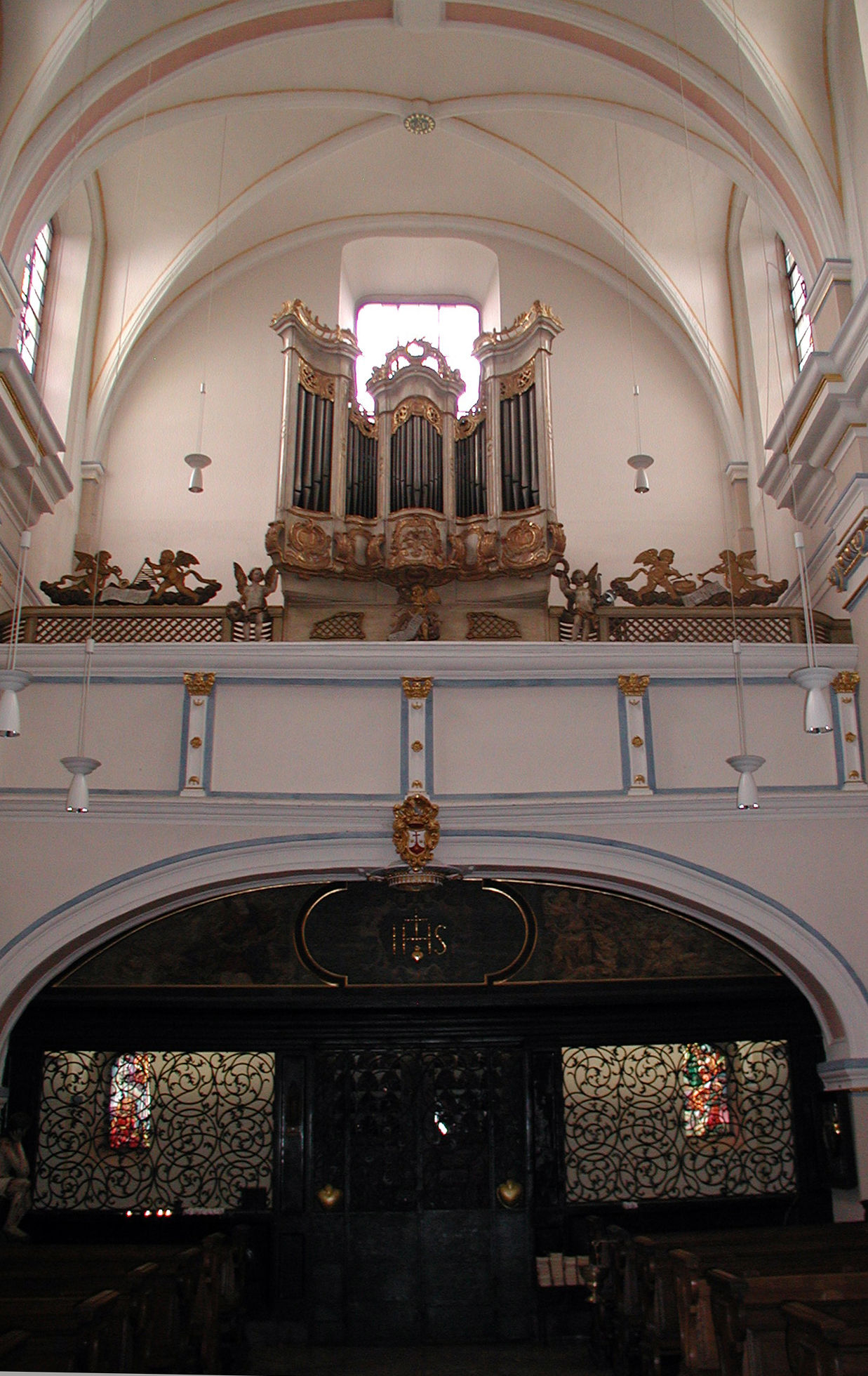
Orgelempore über dem Eingang

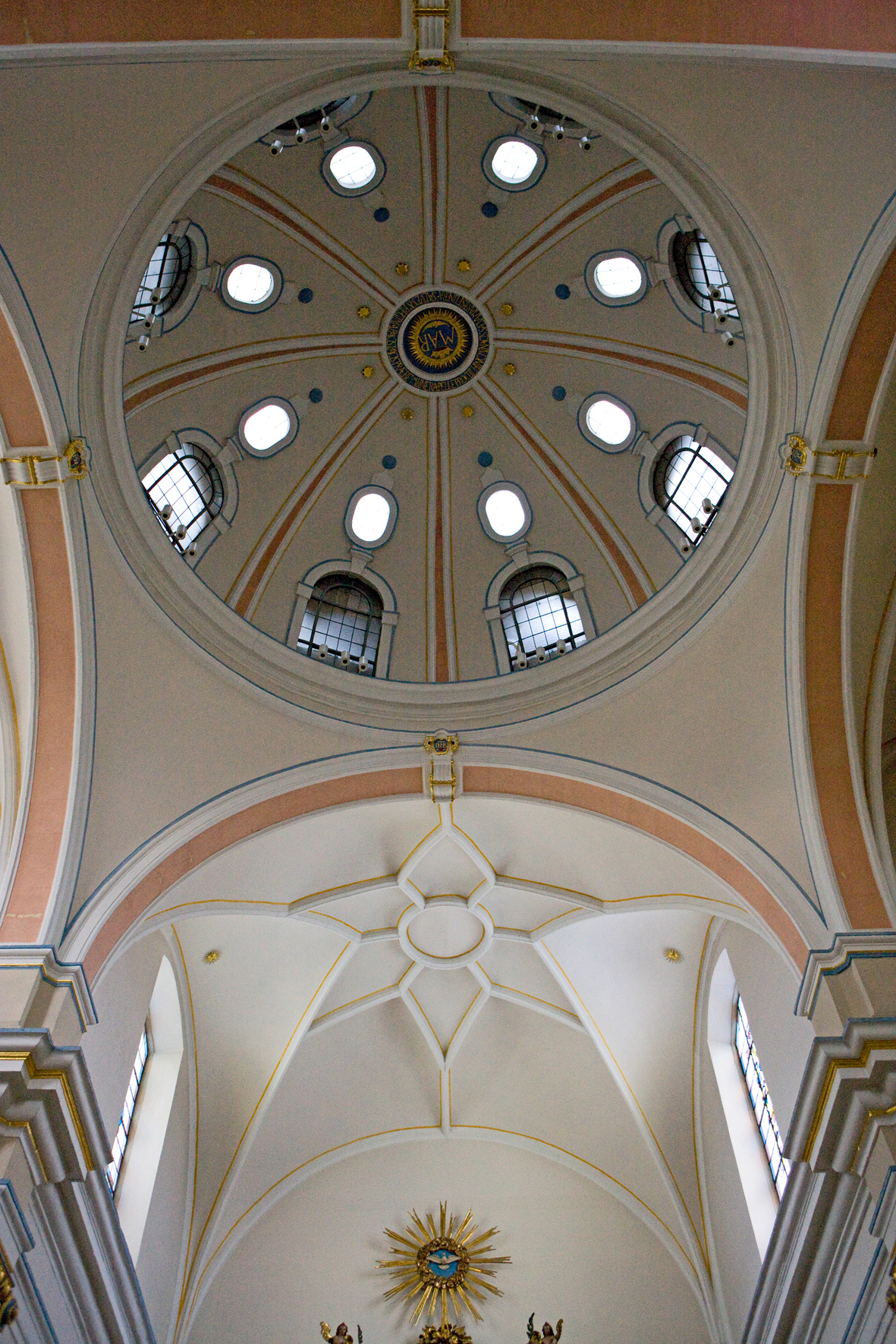
Befensterte Vierungskuppel

Die Erbauerin wählte die Form eines lateinischen Kreuzes als Grundriss des Kirchengebäudes. Dieses ist einschiffig, hat die lichten Maße von 30 Metern Länge und 22,75 Metern Breite und ist mit Kreuzrippengewölben gedeckt.
Die Vierung zeigt eine ungewöhnliche Diskrepanz zwischen Außen- und Innengestalt: Von innen bietet sich das Bild eines Laternenturms mit einem Kranz von acht aufrechten Rundbogenfenstern und darüber einem Kranz von ebenfalls acht Rundfenstern, aber die 18,50 m hohe Kuppel überragt die Dächer von Lang- und Querhaus nicht. Die Fenster in der Vierung erhalten ihr Licht aus Dachfenstern, und von außen betrachtet gibt es keinen Vierungsturm.
Den gesamten Innenraum umschließt unterhalb der im oberen Drittel in den Langwänden angebrachten Fenster ein breites barockes Gesims. Das Kirchenschiff beginnt mit einer Orgelempore über dem Windfang des Eingangs und endet in einem rechteckigen, mit Sterngewölbe verzierten, nach Osten ausgerichteten Chor.
Der leicht erhöhte Chorbereich bietet wenig Raum, linksseitig befindet sich der Zugang zur Sakristei und zur rechten Seite des die Frontwand fast vollständig ausfüllenden Hochaltars ein vergitterter Rundbogenzugang zum Nonnenchor.

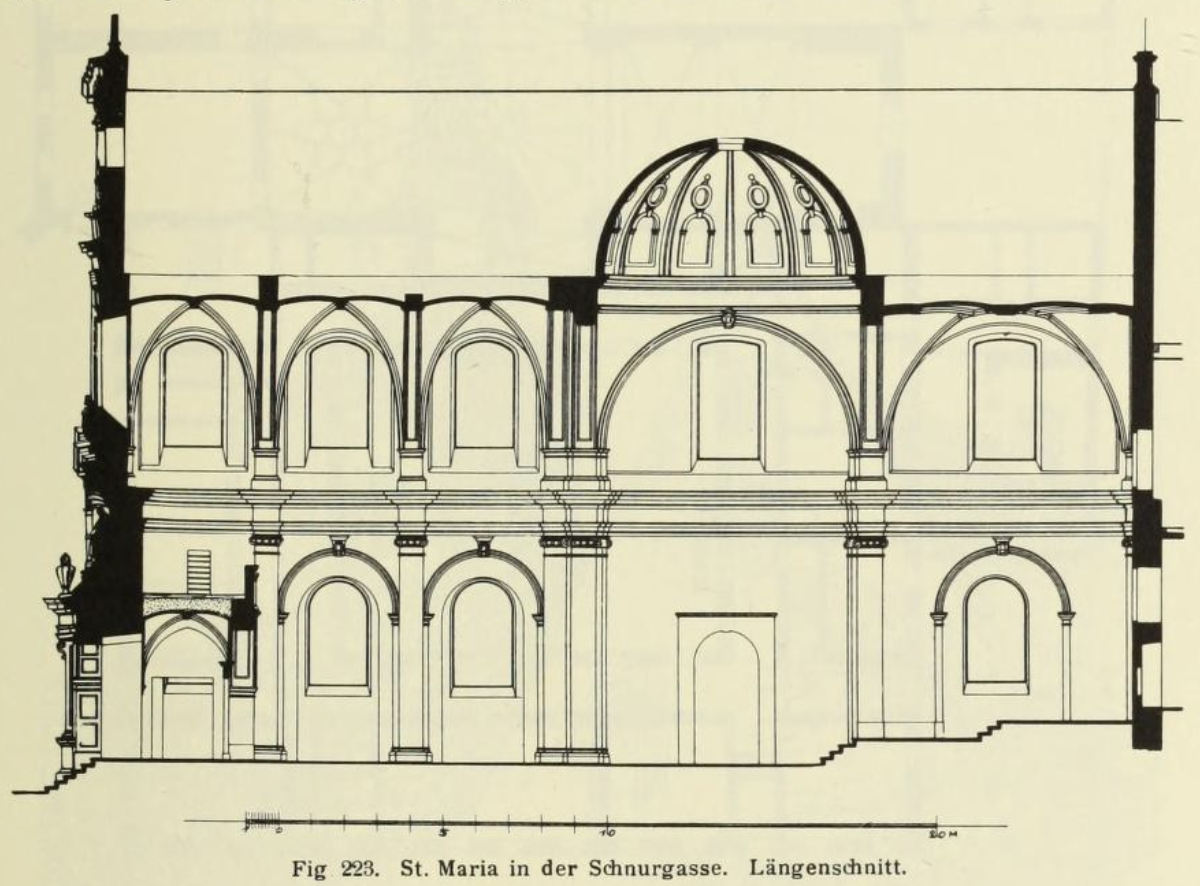
Längsschnitt 1911

Die von der Vierung abzweigenden Nord- und Südarme des Querschiffes sind nur kurze rechteckige Räume. Der nördliche Arm hatte an seiner Frontseite ehemals einen weiteren Kircheneingang, an seiner linken Seite ist der Zugang zu der kleinen Therese von Lisieux geweihten Kapelle.
Vorn im rechten südlichen Querschiff führt ein gewundener Treppenabgang zur Krypta.

#### Krypta

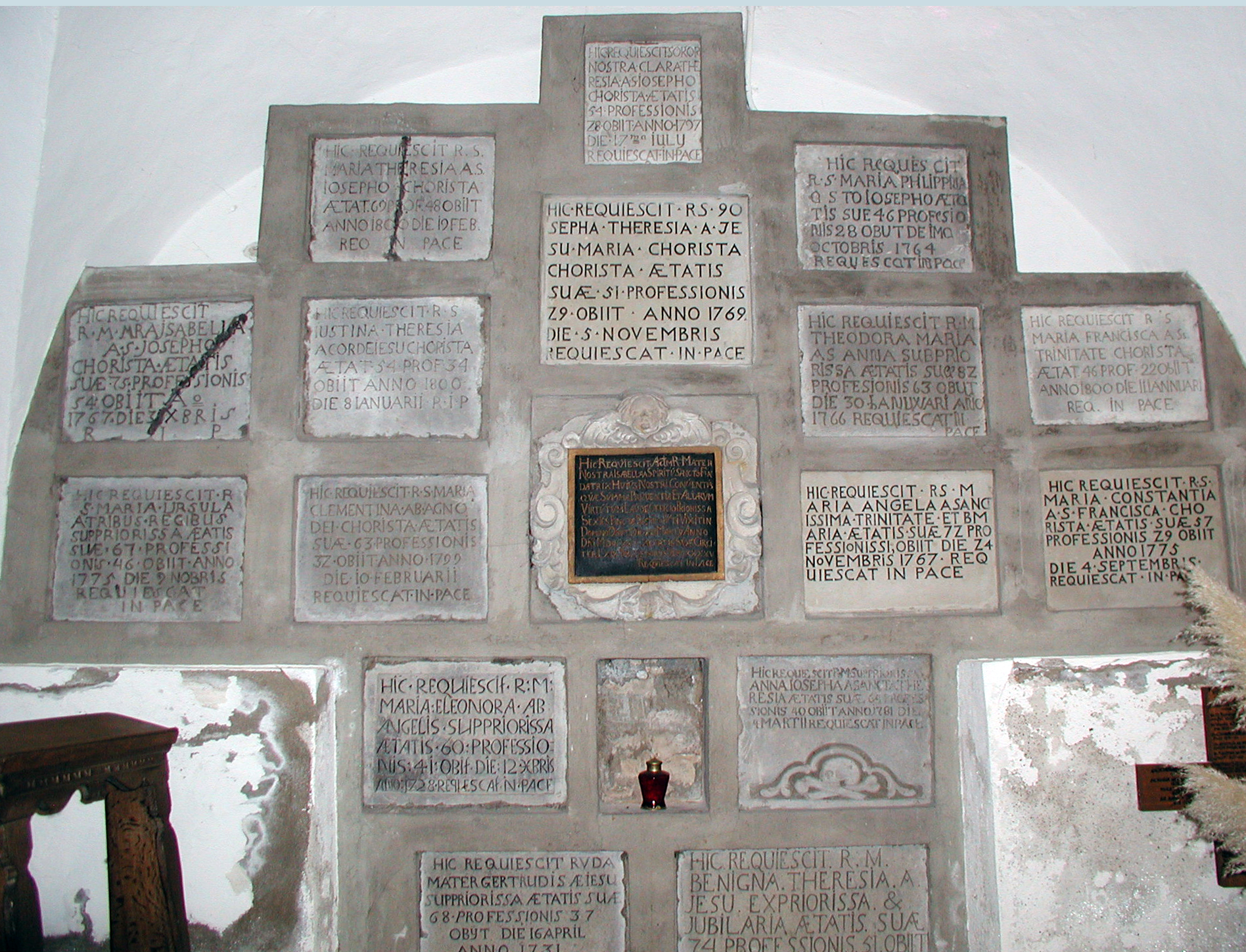
Epitaphe der Priorinnen des Konvents

Die bereits mit dem Bau der Kirche entstandene Krypta liegt unter dem Hochaltar. Eine mit schmiedeeisernem Geländer versehene Treppe führt vom Ansatz des rechten Querschiffes hinunter zu einem etwa 6 mal 7 Meter großen kreuzgewölbten Raum. Die Ostwand, mit einem schlichten Altar und Wandkreuz sowie mit vielen Miniaturkreuzen versehen, ist auch die Trennwand zu weiteren Gewölberäumen mit den Grabnischen verstorbener Schwestern des Karmels. Die Nordwand ist fast ganz mit kreuzförmig angeordneten Epitaphen der Karmelitinnen versehen, in deren Mitte das Epitaph der ersten Priorin angebracht ist. Die Übertragung lautet

„Hier ruht unsere bewundernswerte Mutter Isabella Isabella a Spiritu Sancto, die Gründerin unseres Konventes, die mit größter Umsicht und anderen Tugenden löblich sechs Mal das Amt der Priorin verwaltete. So rein, wie sie lebte, starb sie im Herren am 13. März im Jahre des Herrn 1675 im Alter von ungefähr 69 und im 45. Jahre ihrer Profess. Ruhe in Frieden.“

Links der Nordwand, in einer Nische auf einem Mauersockel, steht eine Figurengruppe. Die Südwand neben einem Rundbogengang, der zur (auch von außen zugänglichen) Gruft führt, ist dem Gedenken an Edith Stein gewidmet. Die Krypta wurde im Jahr 1956 Besuchern zugängig gemacht.

#### Ausstattungsdetails

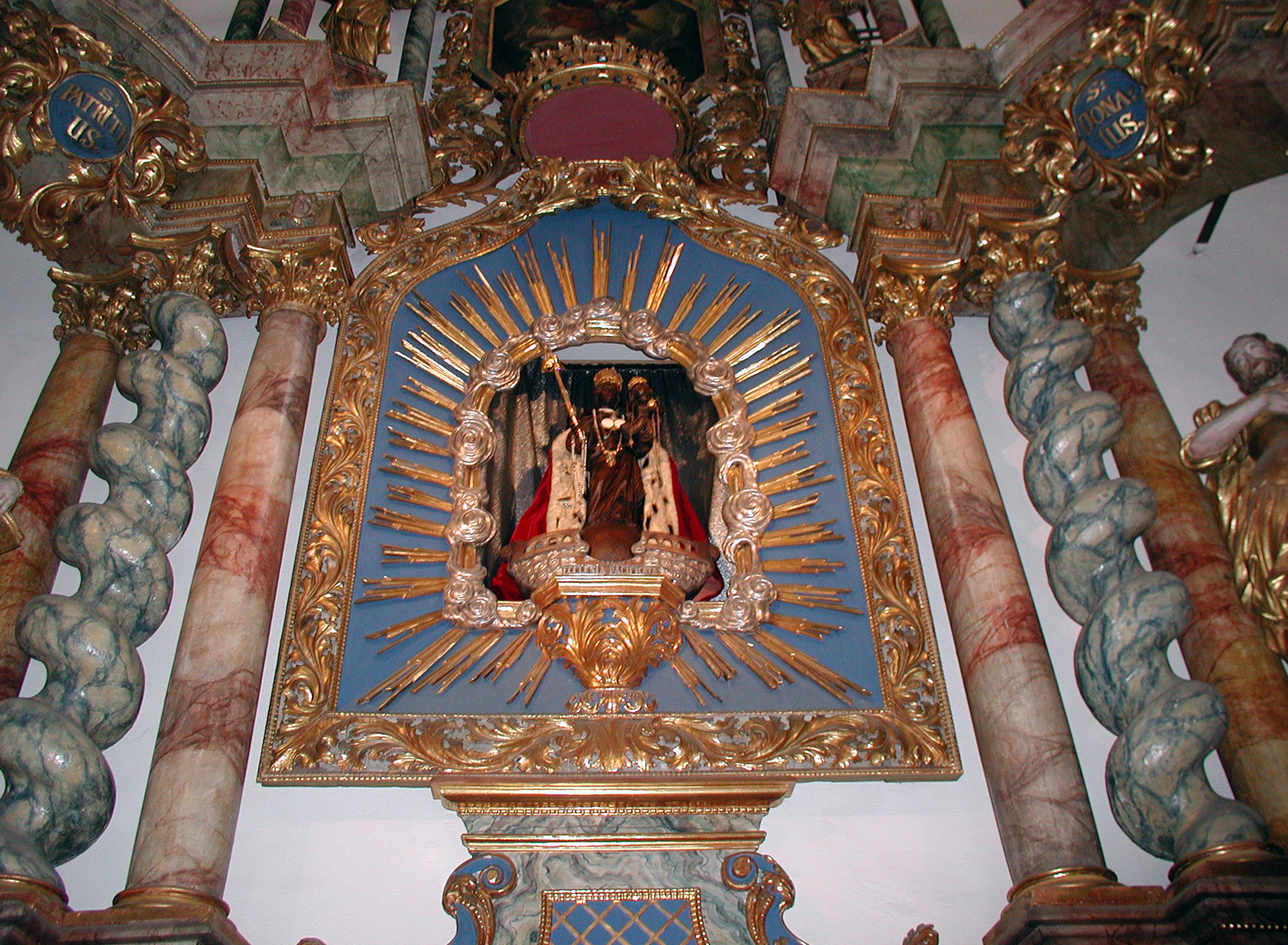
Das neue Gnadenbild

Von der als „überreich“ bezeichneten Vorkriegsausstattung der Kirche ist nur noch wenig vorhanden. Der schwerste Verlust ist die Vernichtung des Gnadenbildes. Der mit einem Kreuzrippengewölbe überspannte Eingangsraum ist durch ein geschmiedetes Gitter (17. Jahrhundert) vom Innenraum getrennt. Der auf einer Empore über diesem Raum installierte Orgelprospekt, stammt aus der Pfarrkirche des Ortes Süng bei Lindlar im Bergischen Land. Das Gehäuse ist aus dem 18. Jahrhundert. Eine große Anzahl von Fenstern wurde 1956/57 nach Entwürfen des Kölner Künstlers Otto Schwalge geschaffen. Schwalge nahm dabei Bezug auf die Thematik der im Kloster vorhandenen Literatur der Gründerin aus dem 17. Jahrhundert. Diese reich bebilderten Schriften, von der Autorin „Recreationen und geistliche Gespräche“ genannt, versuchte der Künstler in seiner Arbeit umzusetzen. Die beiden Fenster neben dem Eingang, die den Propheten Elija zeigen, schuf die Sr. Maria a Deo, ein Mitglied des Konvents.

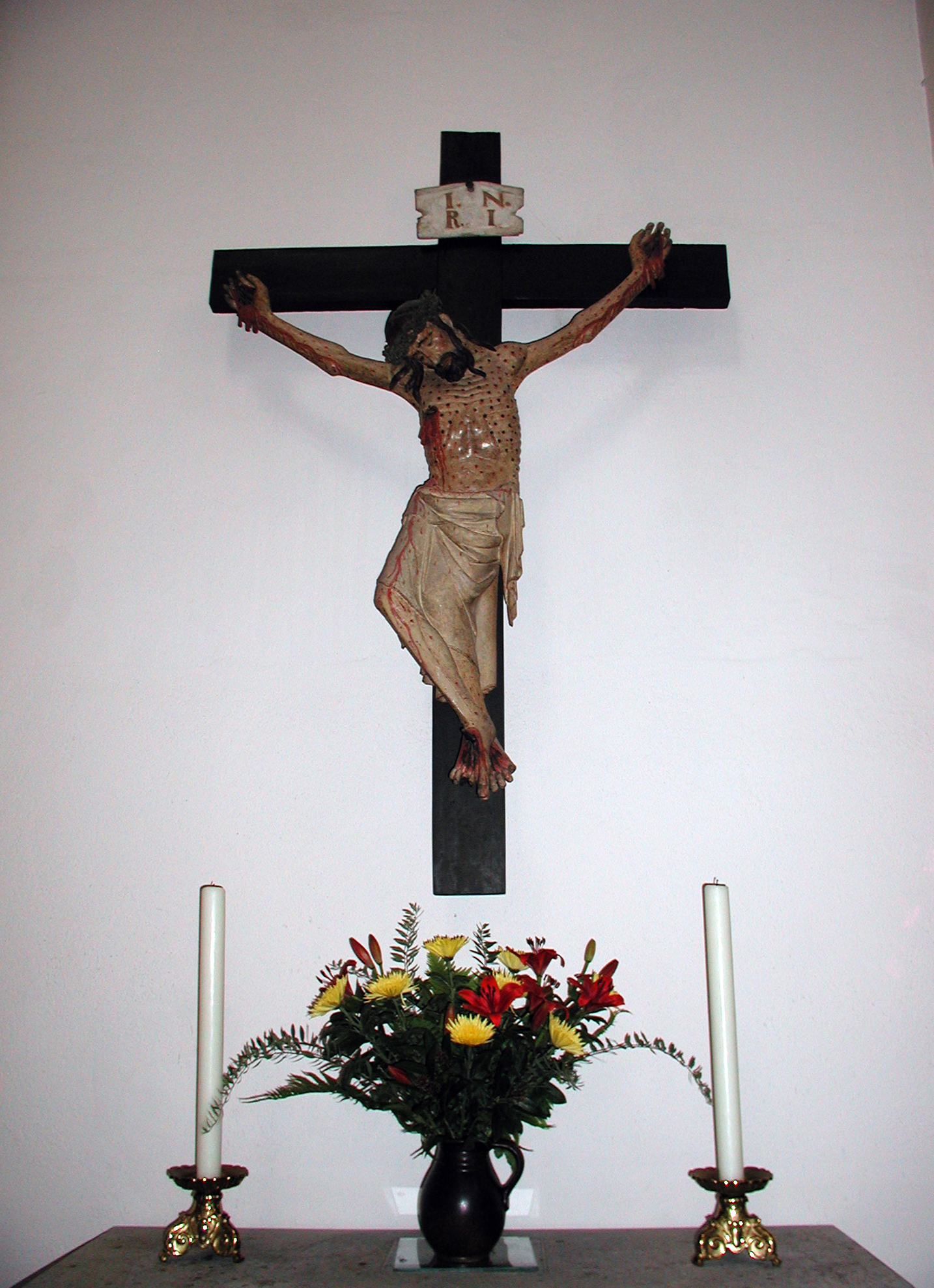
Kruzifix

Im südlichen Querhausraum unter einem dort hängenden Ölgemälde, das die hl. Teresia Benedicta vom Kreuz in Ordenstracht zeigt, steht hölzerne Figurengruppe aus dem 16. Jahrhundert, die Jesus vor Pilatus darstellt.
Der im nördlichen Querhausraum hängende „Christus Dolorosus“ in Form eines Pestkreuzes gilt als eine der wenigen erhaltenen Skulpturen dieser Art aus dem 15. Jahrhundert. Das Vesperbild in Form einer Pietà aus dem 15. Jahrhundert wird dem „weichen Stil“ zugerechnet. Beide gehörten ursprünglich zum Inventar der Kapelle des Allerheiligenhospitals in der Maximinenstraße, die 1888 abgerissen und durch einen Neubau ersetzt wurde.
Das an der Stirnseite hängende Bild, die Übergabe der Ordensregel durch den hl. Albert von Jerusalem stammt aus dem 18. Jahrhundert. An der linken Seite dieses Querraumes gelangt man in die kleine Theresienkapelle. Georg Maria Lünenborg schuf deren Fenster und das Triptychon über dem dortigen Altar, das heilige und selige Karmelitinnen zeigt.

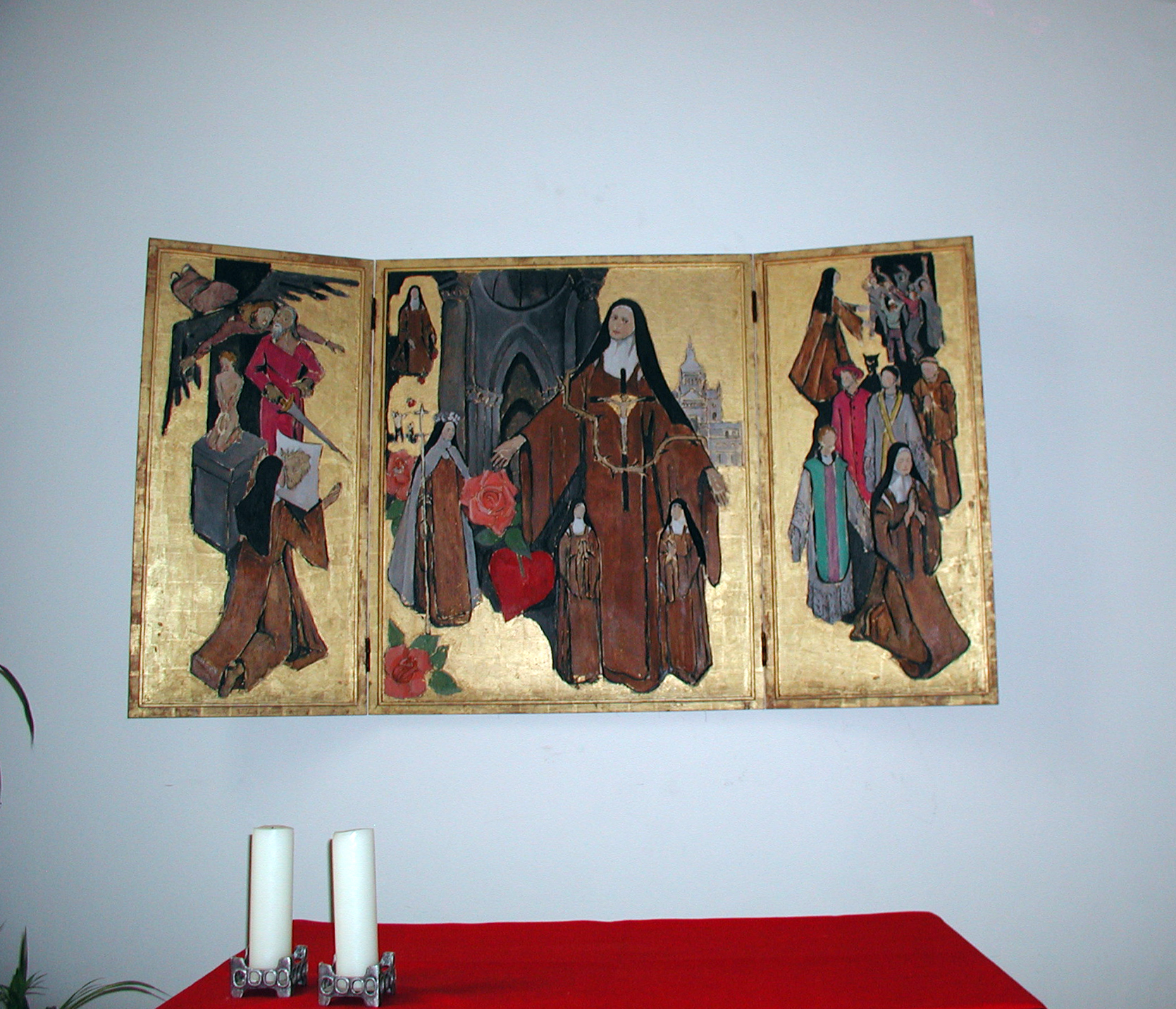
Triptychon von Georg Maria Lünenborg

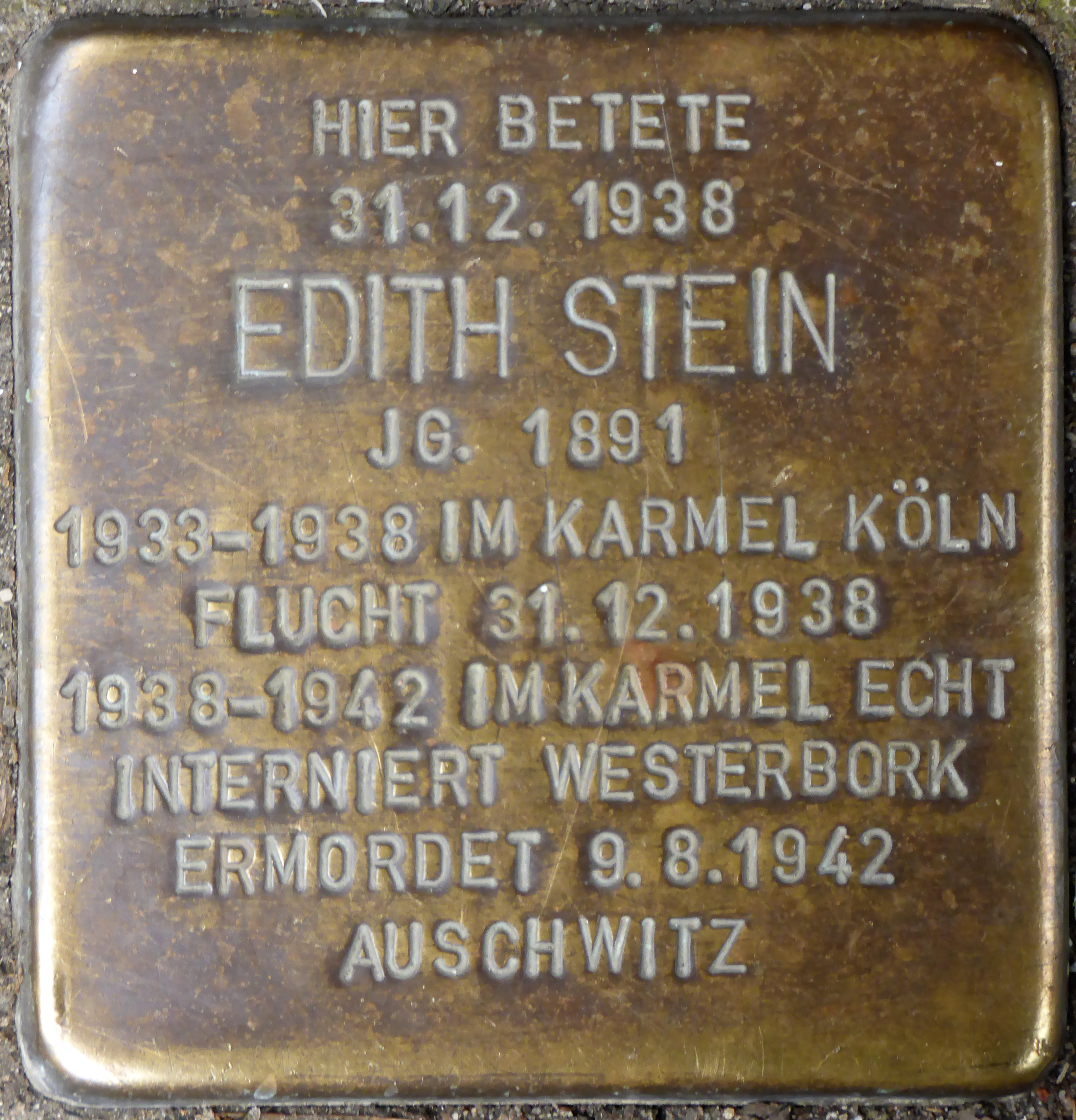
Stolperstein für Edith Stein (Vor den Siebenburgen 6)

Das schmiedeeiserne Gitter des Rundbogens zum Nonnenchor mit dem in seiner Mitte eingearbeiteten Tabernakel wurde von den Kölner Werkschulen in den 1950er Jahren geschaffen. Das Chorgestühl aus dem 16. Jahrhundert stammt aus der alten kriegszerstörten Kirche St. Kolumba.
Der heutige Altar ist ein 1962 über den Kunsthandel erworbener, dreigeschossiger spätbarocker Hochaltar aus dem Jahr 1725, der aus der Georgibergkirche in Kindberg stammt. In ihn integriert wurde das 1948 von einer Kölner Familie geschenkte „neue“ Gnadenbild, das dem zerstörten gleicht. Entstehungsjahr und Erschaffer des Gnadenbildes sind nicht bekannt. Das Bildnis soll aus dem Kloster Steinfeld stammen und von dort in die bei Schleiden gelegene Wildenburger Pfarrkirche St. Johann Baptist gelangt sein, wo es bis 1920 blieb.

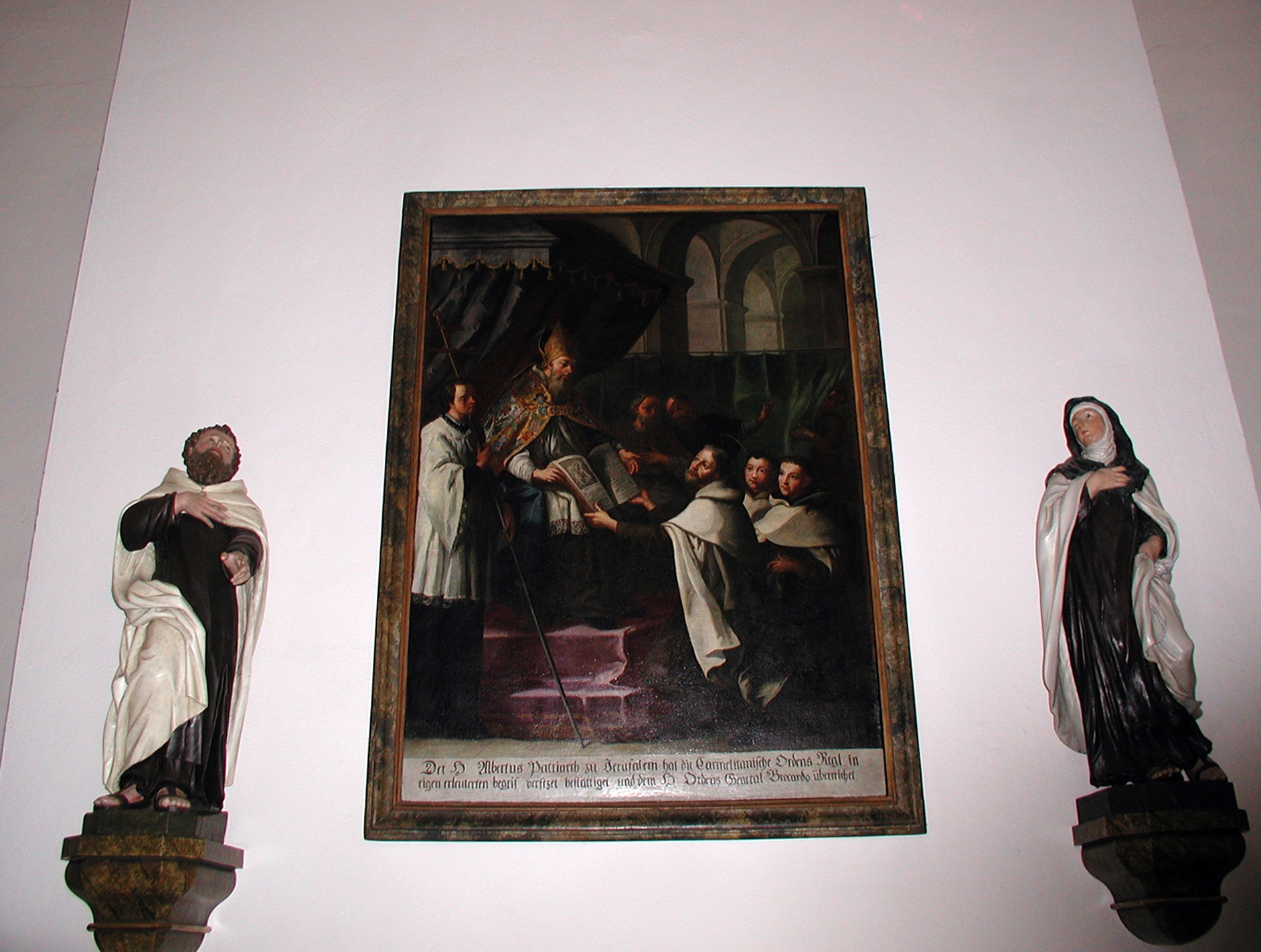
Übergabe der Ordensregel
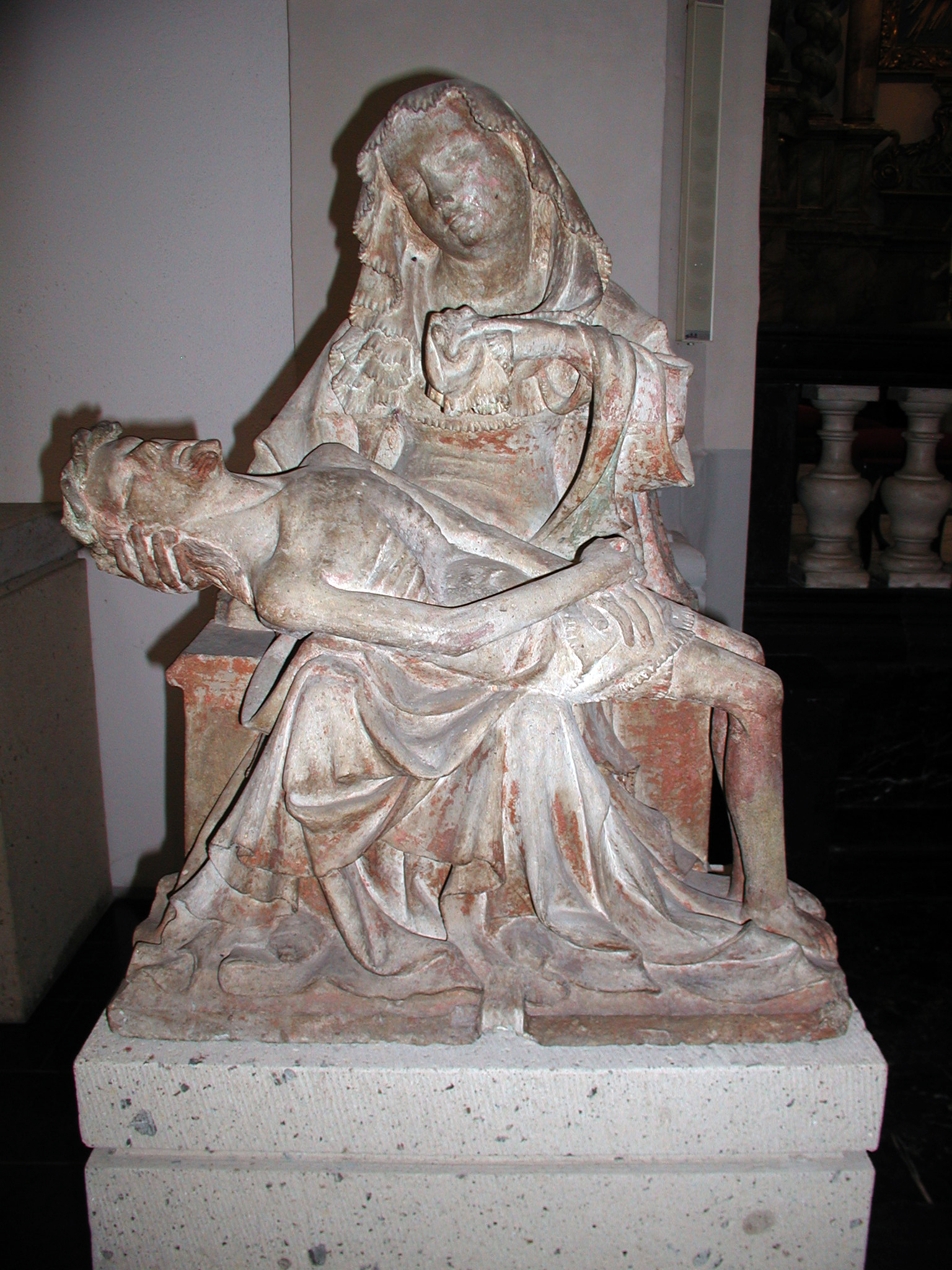
Pieta aus Kalkstein (15. Jahrhundert)
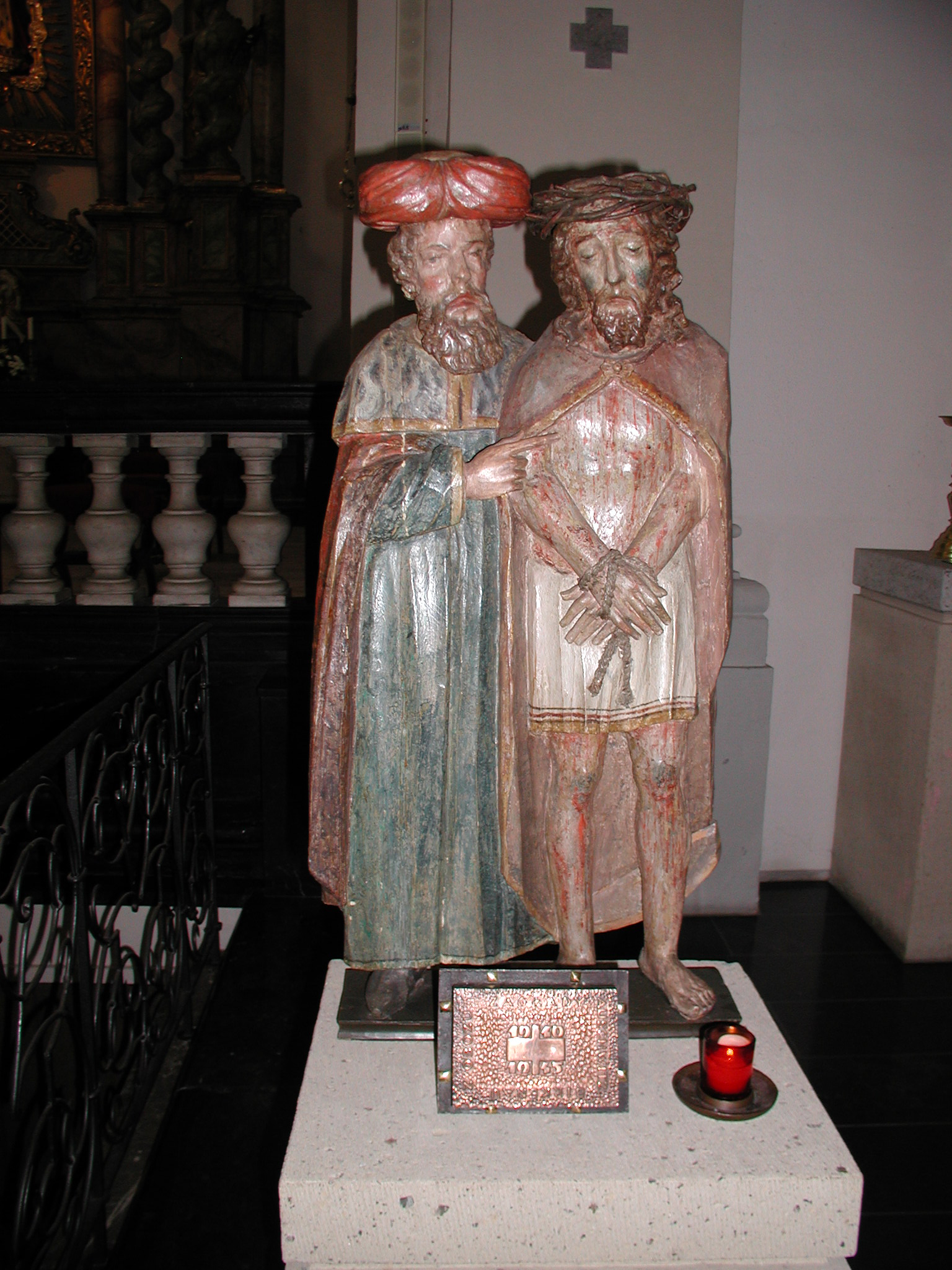
Jesus vor Pilatus

## Edith-Stein-Archiv

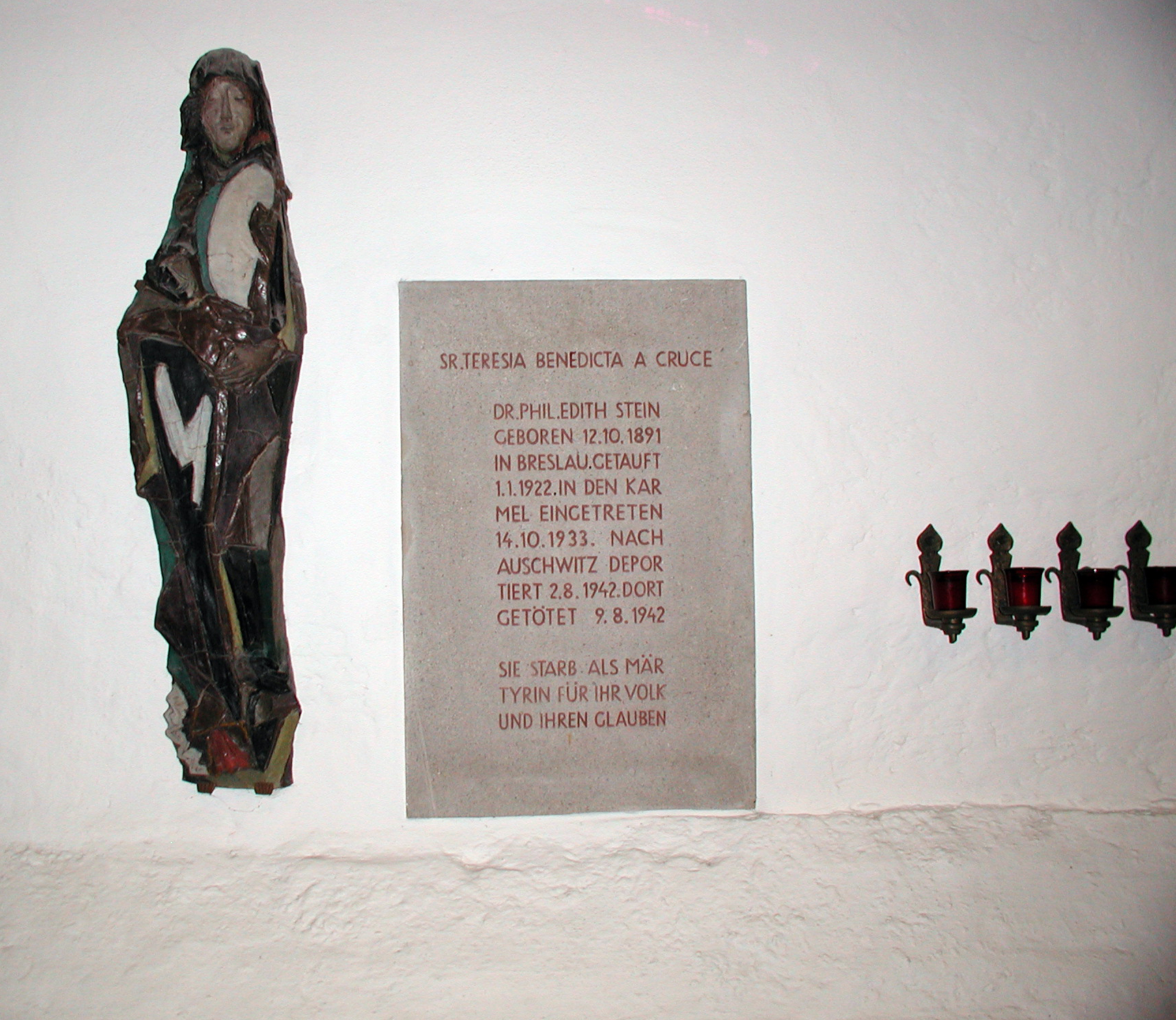
Gedenktafel für die Märtyrin Sr. Teresia Benedicta a cruce (Edith Stein)

Kirche und Kloster halten unter anderem die Erinnerung an ihre im Konzentrationslager Auschwitz ermordete Mitschwester, die Philosophin Edith Stein, wach. Kloster und Kirche des Konvents an der Dürener Straße, in das Edith Stein 1933 als Postulantin eintrat, wurden am 30. Oktober 1944 restlos zerstört. Der Karmel Maria vom Frieden hat zu ihrem Gedenken und zu Studienzwecken das Edith-Stein-Archiv eingerichtet.